# Красногорск (Буда-Кошелёвский район)
Красногорск (бел. Краснагорск) — посёлок в Широковском сельсовете Буда-Кошелёвского района Гомельской области Белоруссии.

## География

### Расположение
В 20 км на восток от районного центра и железнодорожной станции Буда-Кошелёвская (на линии Жлобин — Гомель), 29 км от Гомеля.

### Гидрография
На севере, западе и юге мелиоративные каналы.

## Транспортная сеть
Транспортные связи по просёлочной дороге, затем по шоссе Довск — Гомель. Планировка состоит из прямолинейной широтной улицы, к которой на востоке присоединяется короткая меридиональная улица. Застройка деревянными домами усадебного типа.

## История
Основан в начале XX века переселенцами с соседних деревень. В 1930 году организован колхоз, работала артель по добыче торфа. Во время Великой Отечественной войны оккупанты сожгли 20 дворов, 12 жителей деревни погибли на фронте. В 1959 году в составе совхоза «Коминтерн» (центр — деревня Широкое).

## Население

### Численность
- 2018 год — 9 жителей.

### Динамика
- 1926 год — 39 дворов, 185 жителей.
- 1940 год — 49 дворов, 350 жителей.
- 1959 год — 202 жителя (согласно переписи).
- 2004 год — 22 хозяйства, 33 жителя.